# Кинжал (ЗРК)
ЗРК „Кинжал“ (Индекс ГРАУ – 3К95, експортно наименование – „Клинок“, според класификацията на НАТО SA-N-9 Gauntlet (на български: „желязна ръкавица“)) е съветски/руски многоканален, независещ от атмосферните условия зенитно-ракетен комплекс с морско базиране, предназначен за отразяване на масирани атаки с използване на средства за въздушно нападение (нисколетящи противокорабни и противорадиолокационни ракети, управляеми и неуправляеми бомби и т.н.) в близката зона (до 12 км).
Комплексът е разработен в НПО „Алтаир“ под ръководството на Станислав Фадеев Приет на въоръжение през 1989 г.

## Носители
Може да бъде поставян на кораби с водоизместимост над 800 тона. С този комплекс са въоръжени:
- Авионесният крайцер „Адмирал на флота на Съветския съюз Кузнецов“ – 24 установки по 8 ракети
- Атомният ракетен крайцер „Петър Велики“ (от проекта 1144.4) – 16 установки по 8 ракети
- Големите противолодъчни кораби от проекта 1155 – 8 установки по 8 ракети
- Стражевите кораби от проекта 11540 – 4 установки по 8 ракети

## Ракети
9М330-2 – едностепенни твърдогоривни телеуправляеми, унифицирани с ракетата за сухопътните войски „Тор-М1“ (според класификацията на МО на САЩ и НАТО SA-15 Gauntlet), разработени в МКБ „Факел“.
Подпалубните пускови установки за комплекса „Кинжал“ са разработени от КБ „Старт“ под ръководството на главния конструктор Яскин А. И., състоят се от 3 – 4 пускови модула барабанен тип с по 8 ТПК (транспортно-пусков контейнер) с ракети във всеки. Теглото на пусковия модул без ракети е 41,5 тона, заеманата площ – 113 кв. м. Разчетът на комплекса се състои от 13 души.
Стартът на ракетата е вертикален, с помощта на газов катапулт, след напускането на ТПК се пуска маршевия двигател и насочването на ракетата чрез газодинамичната ѝ система в посока на целта. Презареждането е автоматично, интервал на пуска – 3 секунди.

## РЛС 3Р95
Защитената от смущения антена с ФАР и електронно управление на лъча, позволява да се засекат голям брой цели на далечина до 45 км и да се насочват до 8 ЗУР по 4 цели едновременно (в сектора 60х60°).

## Пускова установка 3С95
| Брой ТПК в барабана   | 8 бр. |
| --------------------- | ----- |
| Диаметър на модула    | 1,9 м |
| Височина на модула    | 4,5 м |
| Маса без боекомплекта | 4,5 т |
| Скорострелност        | 3 с   |

## Тактико-технически характеристики
- Далечина на поразяване на целите: 1,5 – 12 км (при включване на артустановки с калибър 30 мм от 200 м)
- Височина на поразяване на целите: 10 – 6000 м
- Скорост на целта: до 700 м/с
- Брой едновременно обстрелвани цели в сектора 60×60°[4]: до 4
- Брой едновременно насочвани ЗУР: до 8
- Способ за насочване на ЗУР: телеуправление
- Далечина на откриване на целите на височина 3,5 км от собствените средства за засичане: 45 км
- Основен режим на работа: автоматичен
- Време за реакция по нисколетяща цел: 8 с
- Скорострелност: 3 с
- Време за привеждане на комплекса в бойна готовност:
  - от „студено“ състояние не повече от 3 минути,
  - от дежурен режим – 15 с
- Боезапас: 24 – 64 ЗУР
- Маса на ЗУР: 165 кг
- Маса на бойната част: 15 кг
- Маса на комплекса: 41 тона
- Личен състав: 13 души